# Elecciones presidenciales de Armenia de 1991

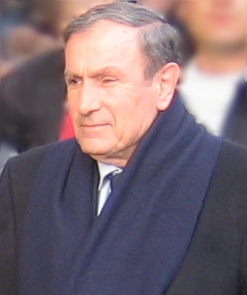
Levon Ter-Petrosián ganó las elecciones, convirtiéndose en el primer Presidente de Armenia.

Elecciones presidenciales se celebraron por primera vez en Armenia el 17 de octubre de 1991. El resultado fue una victoria para Levon Ter-Petrosián, que obtuvo el 83% de los votos. La participación electoral fue del 70%.

## Results
| Candidato             | Partido                                  | Votos     | %    |
| --------------------- | ---------------------------------------- | --------- | ---- |
| Levon Ter-Petrosián   | Movimiento Nacional Pan-Armenio          |           | 83.0 |
| Paruyr Hayrikyan      | Unión para la Autodeterminación Nacional |           | 7.2  |
| Sos Sargsyan          | Federación Revolucionaria Armenia        |           | 4.3  |
| Zori Balayan          | Independiente                            |           | 0.45 |
| Rafael Ghazaryan      | Independiente                            |           | 0.39 |
| Ashot Navasardyan     | Partido Republicano de Armenia           |           | 0.16 |
| Total                 | Total                                    | 1,260,433 | 100  |
| Fuente: Nohlen et al. |                                          |           |      |